# Greco Nero
Die Rotweinsorte Greco Nero wird in den süditalienischen Regionen Kalabrien, Kampanien, Sizilien und Sardinien kultiviert. Die spätreifende Sorte erbringt rubinrote harmonische Rotweine, die aber nur selten sortenrein angeboten werden. Ende der 1990er Jahre waren in Süditalien 3220 Hektar Rebfläche mit Greco Nero bestockt. Daneben verfügt Argentinien noch über 770 Hektar Weinberge mit dieser Sorte. 
In Kalabrien findet Greco Nero (verschnitten mit Gaglioppo) Eingang in die roten und rosefarbenen DOC-Weine von Bivongi.
Als verwandte Rebsorten werden die Mutationen Greco Nero di Calabria, Greco Nero di Cosenza und Greco Nero di Teramo geführt. Es gibt auch eine weiße Spielart namens Greco Bianco.
Siehe auch die Artikel Weinbau in Italien und Weinbau in Argentinien sowie die Liste der Rebsorten in Italien.

## Synonyme
Die Rebsorte Greco nero ist auch unter folgenden Synonymen bekannt: Grecau Noir, Grecau Noir De Riposto, Greco Nero Calabrese, Greco Nero della Toscana, Greco Nero delle Marche, Greco Nero di Avellino, Greco Nero di Teramo, Greco Nero di Terni, Greco Nero di Velletri, Grecu Niuru, Sambiase, Sambiase Eufemia Lametia, Verdicchio Nera.
Fälschlicherweise werden auch häufig die Synonyme Aleatico, Marsigliana und Verdicchio Nera aufgeführt. Dies sind aber eigenständige, nicht verwandte Sorten.